# Anyácsapuszta
Anyácsapuszta településrész Pest vármegye legnyugatibb része közelében, Tök külterületén, a település központjától mintegy 3-4 kilométerre északnyugatra, majdnem közvetlenül Pest és Komárom-Esztergom vármegye határvonala mentén. A legközelebbi lakott hely, a valamivel több mint 2 kilométerre fekvő Somodorpuszta már a Komárom-Esztergom vármegyei Szomor községhez tartozik. A településrész kiépített úton csak Szomor (illetve Somodorpuszta) irányából közelíthető meg, az 1105-ös útról letérve; Tök és Zsámbék irányából csak nehezen járható földutakon érhető el. Korábban érintette a Volánbusz 786-os számú buszjárata.

## Fekvése
Anyácsapuszta a közvetlen környék egyik legmagasabban fekvő lakott településrésze, mely a Zsámbéki-medence északnyugati vízválasztóján, a Nyakas-hegy tömbjén túl helyezkedik el: a hegyvonulat gerincvonalától kelet és dél felé fakadó vizek még a medence legfontosabb vízfolyásának számító Békás-patakot táplálják, viszont a közelben, Anyácsapusztától délnyugatra eredő Bajna-Epöli-vízfolyás és a pár száz méterrel északabbra fakadó Vörös-hegyi-patak már észak-északnyugat felé, a Gerecse völgyei irányába kanyarog.
Anyácsapuszta házaitól mintegy 1 kilométerre nyugat-délnyugati irányban található a közel két hektáros vízterületű, nagyobbrészt már zsámbéki területen fekvő Anyácsai-tó, mely a Bajna-Epöli-vízfolyás duzzasztásával jött létre az 1960-as években, és jelenleg a környék egyik kedvelt horgászvize, a Garancsi-tó mellett.

## Története
A környék már a római korban is lakott volt, Tök más településrészeihez hasonlóan Anyácsa területéről is kerültek elő római eredetű leletek, településnyomok.
Egy 1778-ból származó térkép Praedium Anyacs néven említ települést ezen a helyen, az ugyanott feltüntetett dűlőnevek egyike Puszta Anyácsa. Egy 1845-ös, vegyesen latin és német nyelvű összeírásban Angatsa praedium néven nyer említést; egy két évvel későbbi hasonló okirat Anyácsa praediumként szerepelteti. Pesty Frigyes 1864-ből származó helységnévtárában említi az Anyácsa pusztán lévő szántóföldet és az ottani, cser és tölgy állományú uradalmi erdőt.
A környék szántóföldjein a 19. században a háromnyomásos gazdálkodás volt a jellemző; a fő terménynek számító búza mellett zabot, kukoricát, burgonyát, káposztát és kendert termesztettek, továbbá kisebb mértékben szőlő-, gyümölcs- és zöldségtermesztés is folyt.

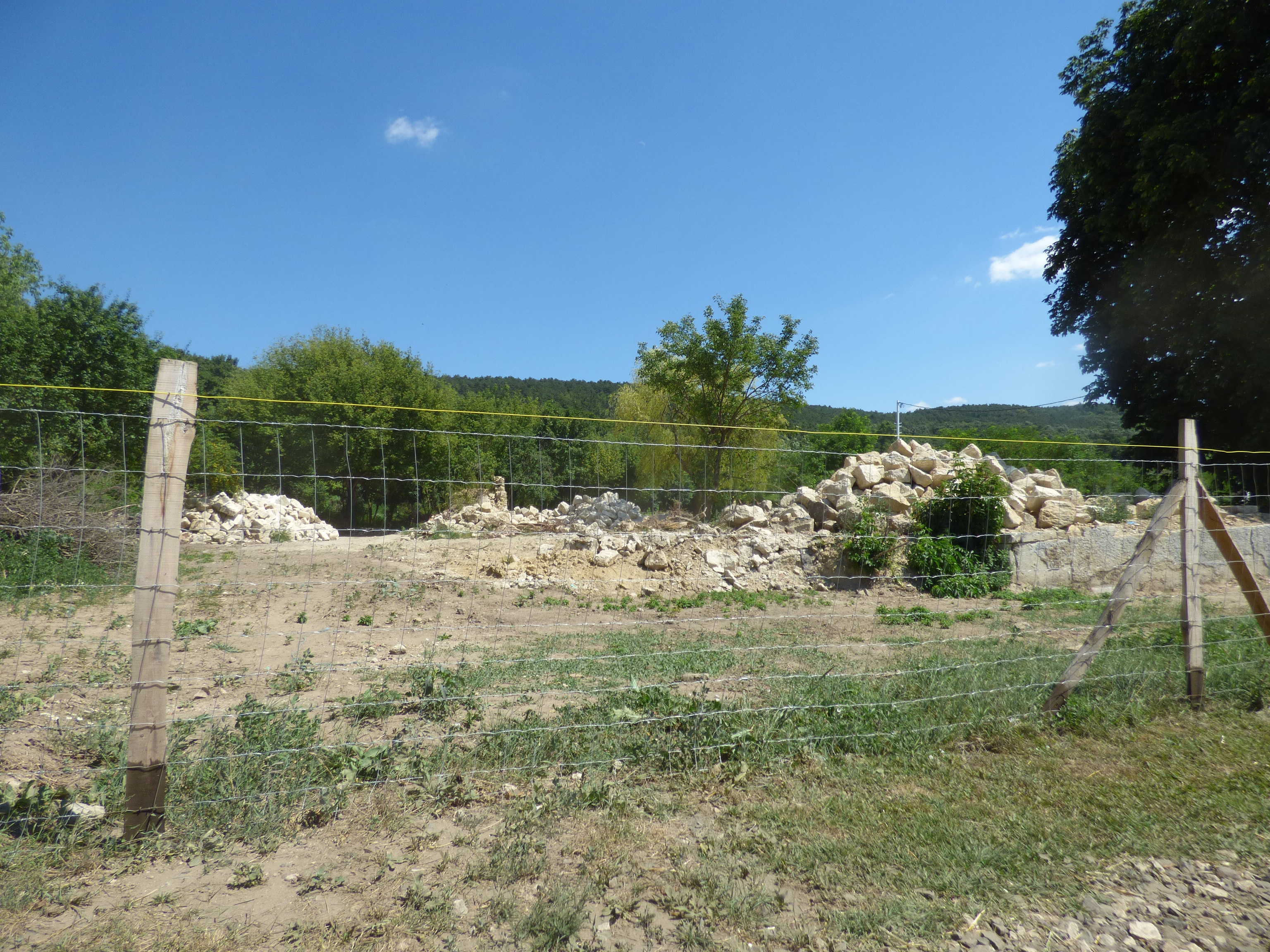
Épületromok Anyácsapusztán

Anyácsapuszta a 19. században a Darányi család birtokrészét képezte, Darányi Ignácnak udvarháza állt itt, amelynek ma már csak romjai vannak meg. 1940-ben Darányi Kálmán birtoka volt a falurész 1203 holdnyi területe, a többi része zsámbéki és szomori községi birtok volt, bár közigazgatásilag az egész terület Tökhöz tartozott. Anyácsapusztának ekkor 132 lakosa volt, akik közül 88 római katolikus és 44 református vallásban élt; rajtuk kívül a közeli vízimalomnál lakott még egy 11 tagú református molnárcsalád. [Figyelemre méltó a lakosok vallási hovatartozásának aránya, összevetve azzal, hogy Tök község lakossága ugyanekkor közel 100%-ban református vallású volt.]
A második világháború nem kerülte el a környéket, 1944 karácsonyától 1945 március végéig folytak a térségben hadműveletek, köztük német ellentámadási-felmentési kísérletek is, továbbá az 1945-ös budai kitörési kísérlet elsődleges irányát is e vidékben (egészen pontosan a Szomor, Somodorpuszta és Máriahalom közötti területben) jelölték meg; a kitörést túlélő, mindössze néhány száz magyar és német katona szinte kivétel nélkül ezen a környéken tudott túljutni a szovjet egységek vonalain, és elérni a szomszédos Szomor körzetében a felmentő egységek vonalait. Az Anyácsapuszta körüli hegyeken a lövészárok-rendszer maradványai még ma is felfedezhetők.

## Turizmus
A településrész turisztikailag viszonylag kevéssé frekventált területen fekszik, elsősorban inkább teljesítménytúrák és a budavári kitörés emlékére szervezett, szomori végponttal lebonyolított Kitörés emléktúrák vezetnek erre. A közeli Anyácsai-tó miatt a horgászturizmus is érinti a környéket, illetve a 2000-es évek eleje óta aktív lósportélet révén a lovasturizmus is számottevő. 2015-ben Anyácsapusztán újjáépült a lovarda, mely Kemenes Lovasmajor néven működik, itt található az Anyácsapuszta Lovas Sportegyesület székhelye is, 2073 Tök, Anyácsapuszta 0185/2 hrsz. alatt. A lovardában a díjugratás és a díjlovaglás mellett a military szakág kedvelői is megtalálják edzés lehetőségüket.

## Képgaléria

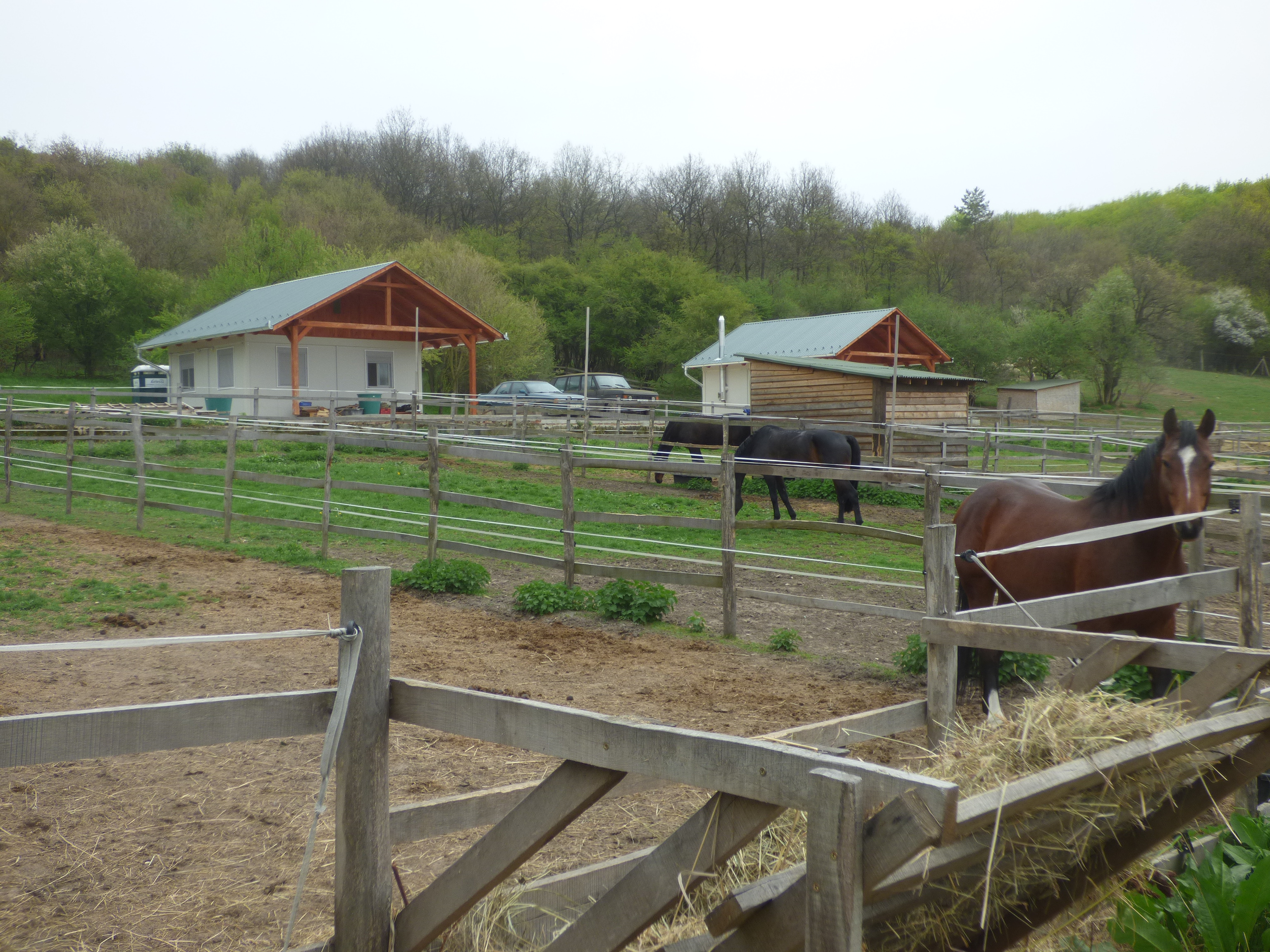
A lovasmajor egy részlete 2018 tavaszán
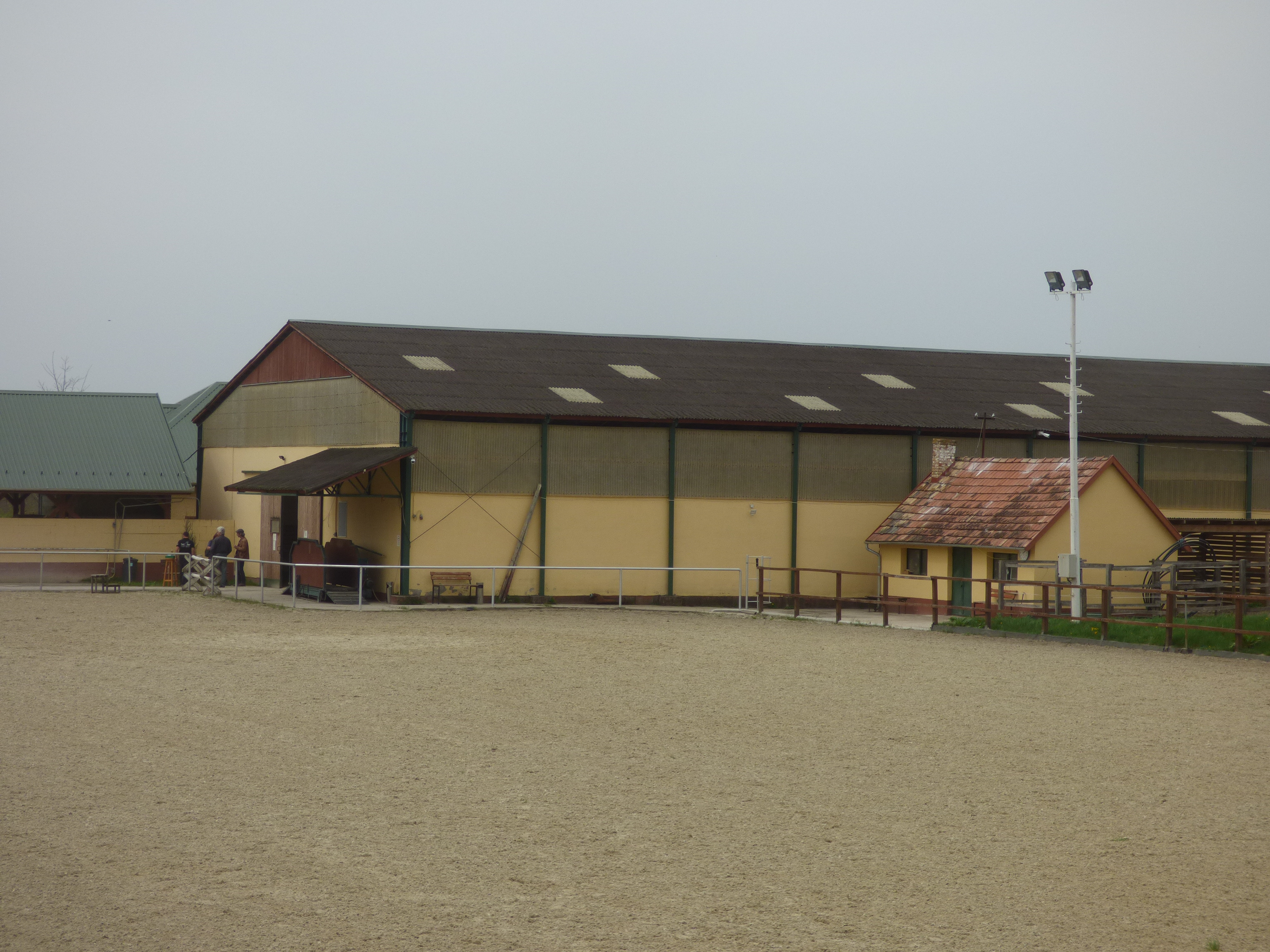
A fedett lovarda 2018 tavaszán
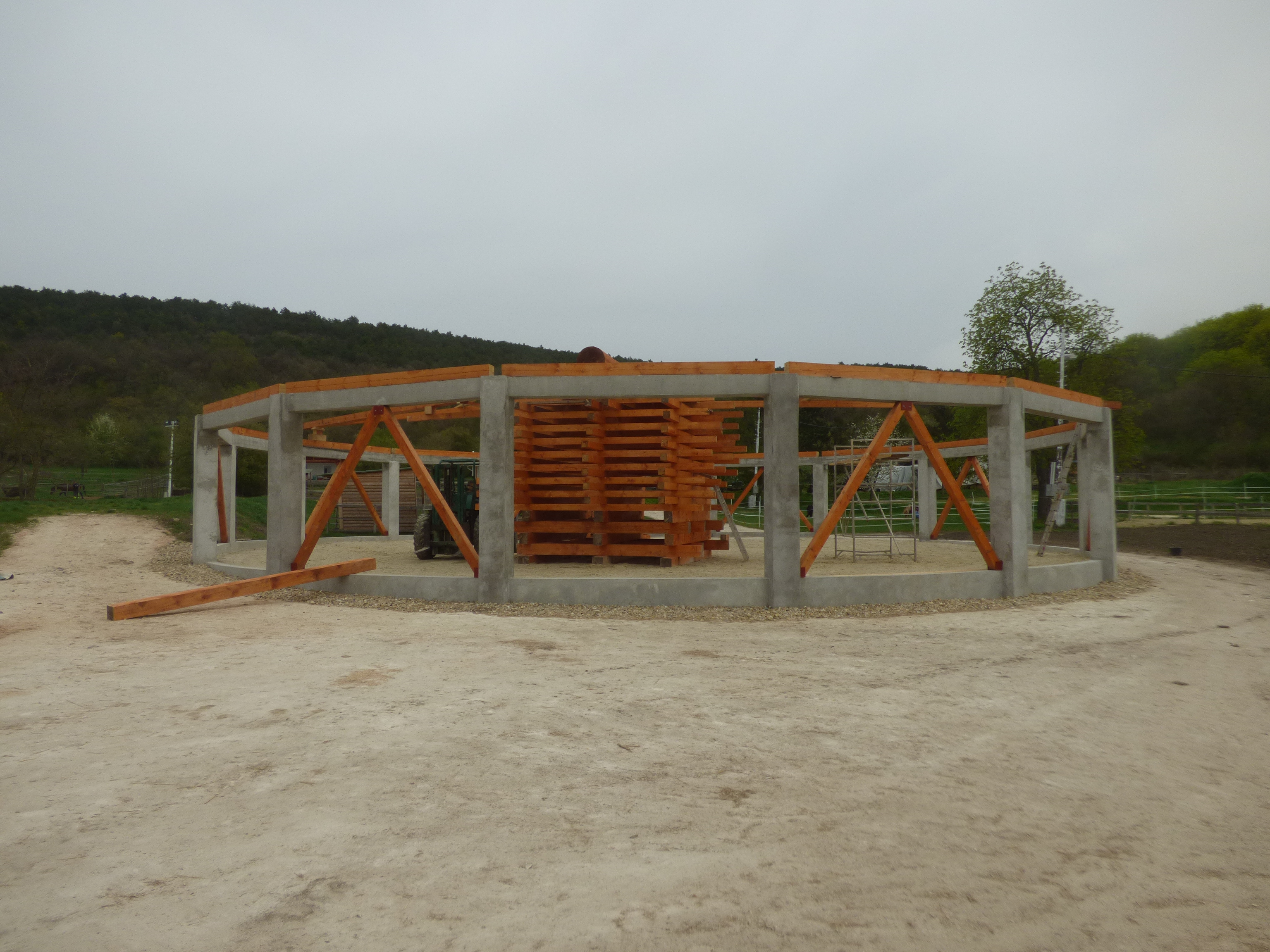
Új fedett körkarám épül 2018 tavaszán
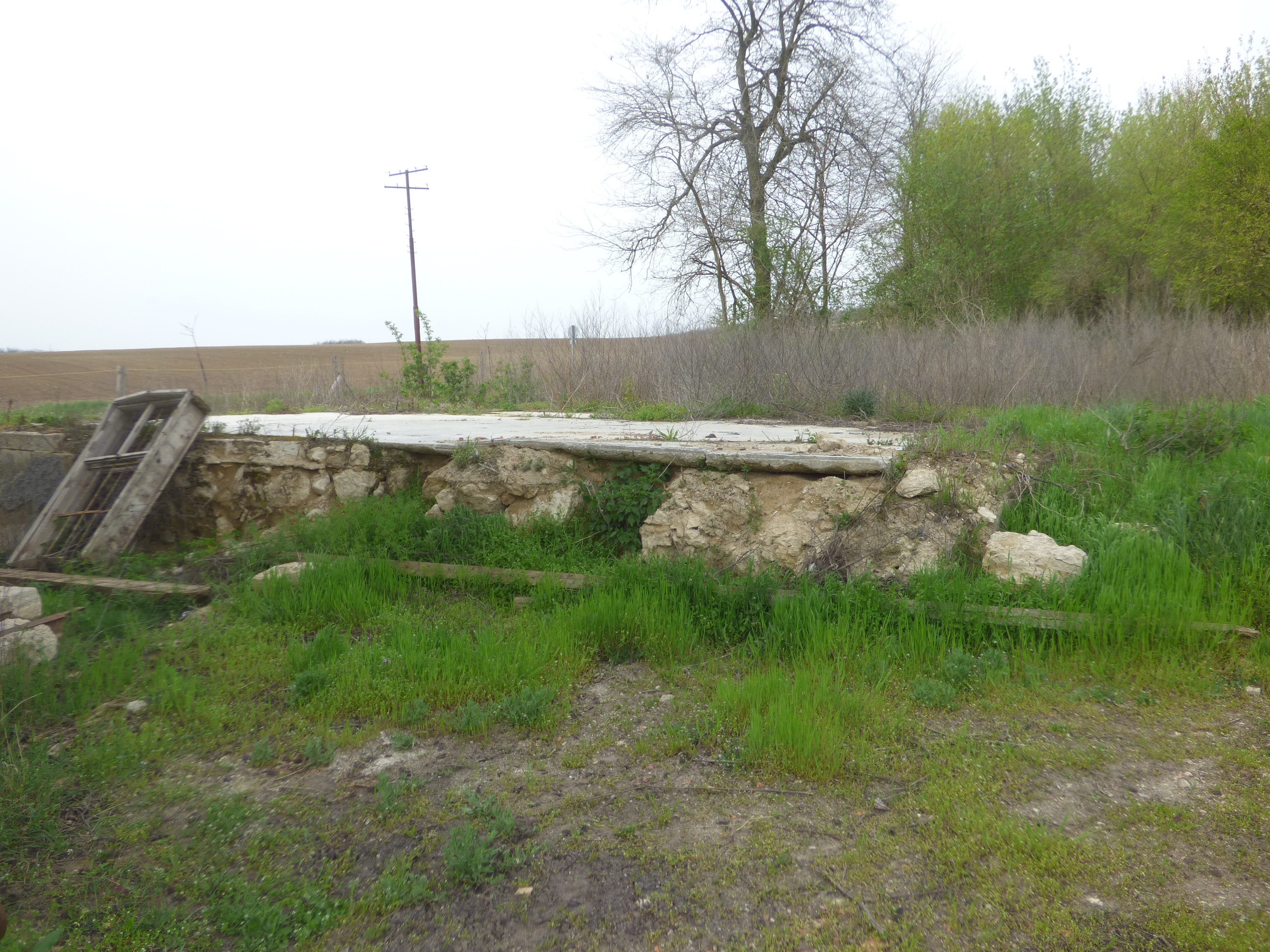
Csak az alapfalak maradtak meg Anyácsa egykori iskolájából
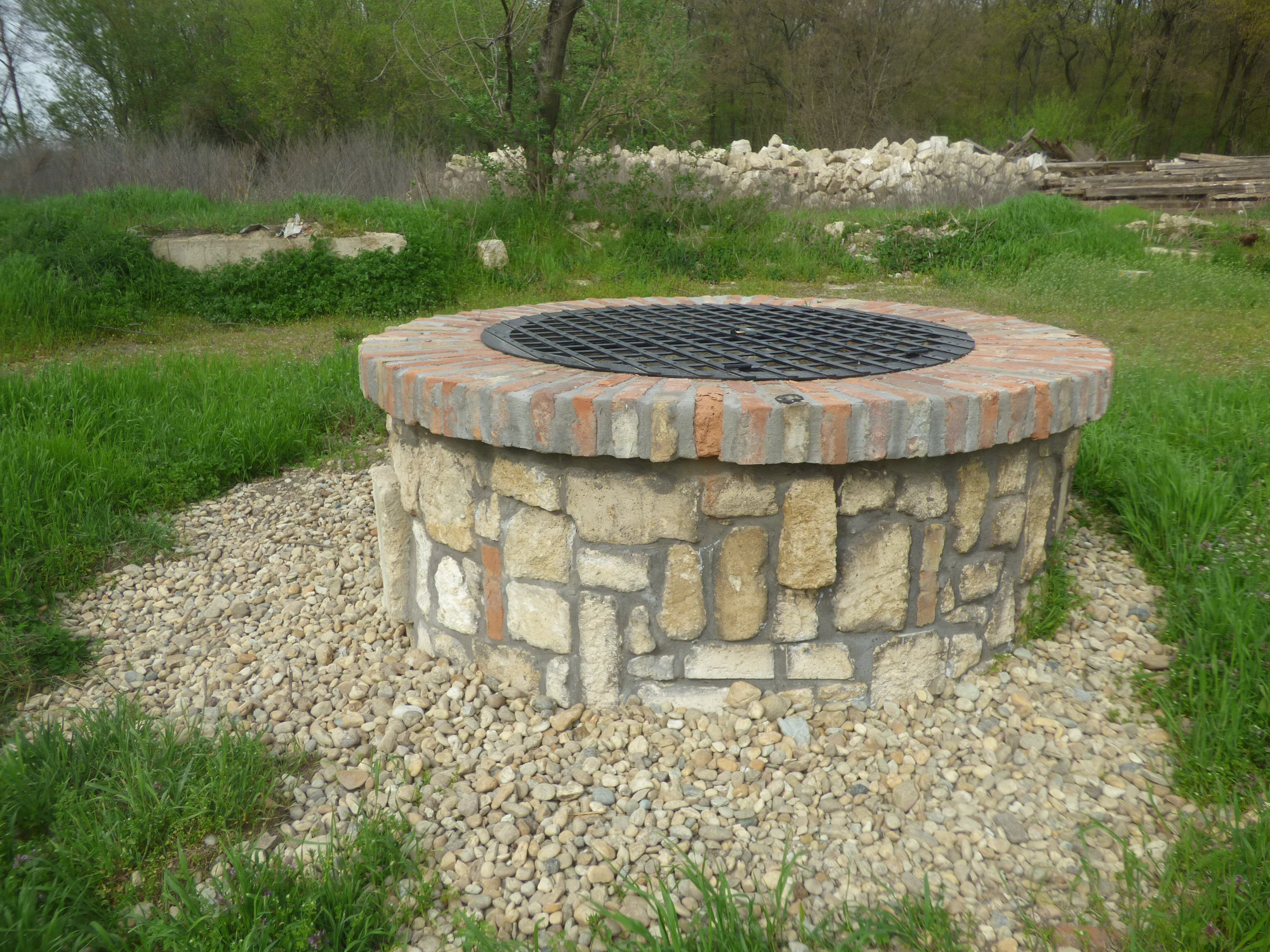
Felújított régi kút a lovasmajor területén
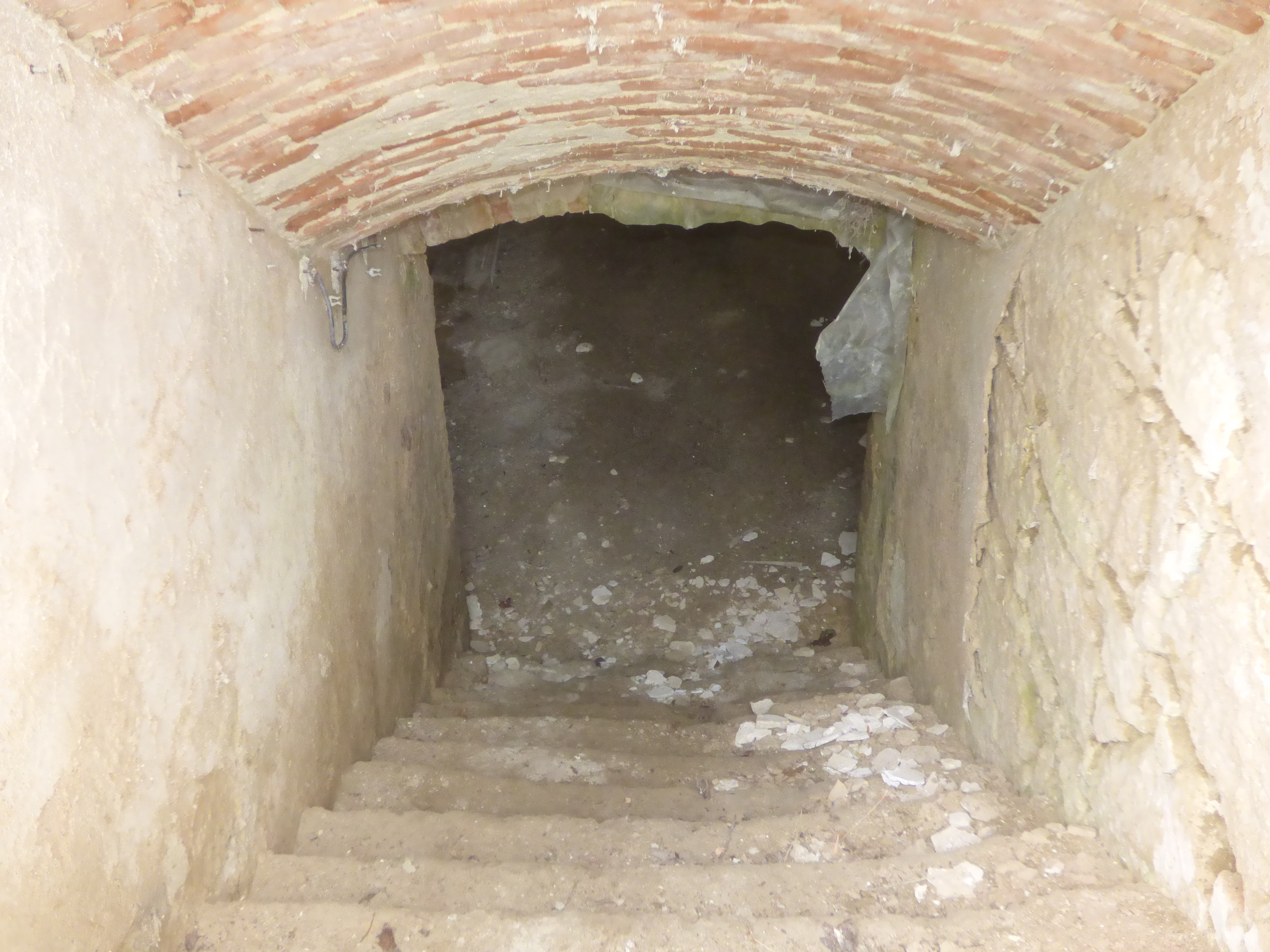
A Darányi-kastély pincéje viszonylagos épségben maradt meg
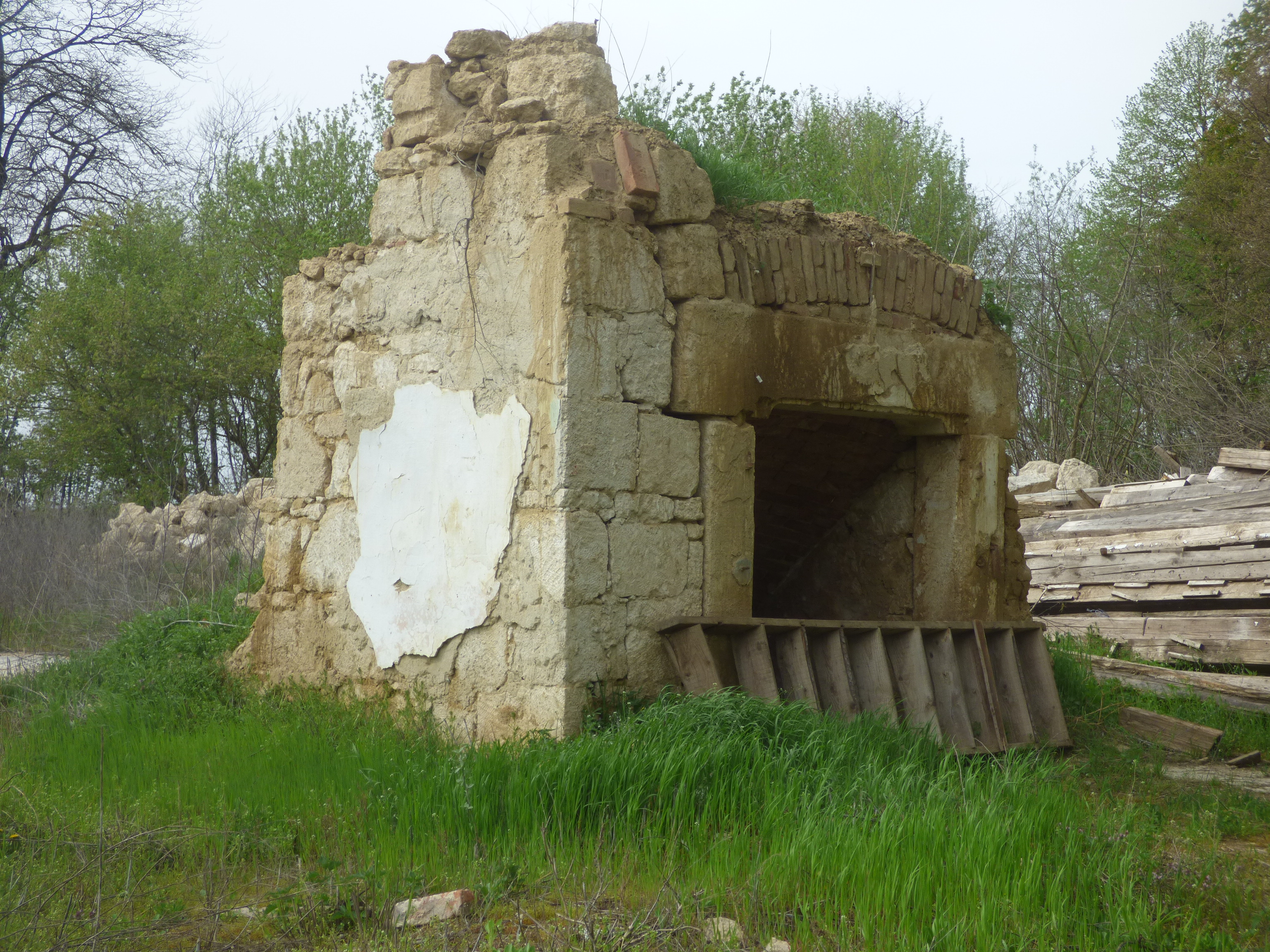
Ennyi maradt az egykori Darányi-kastélyból
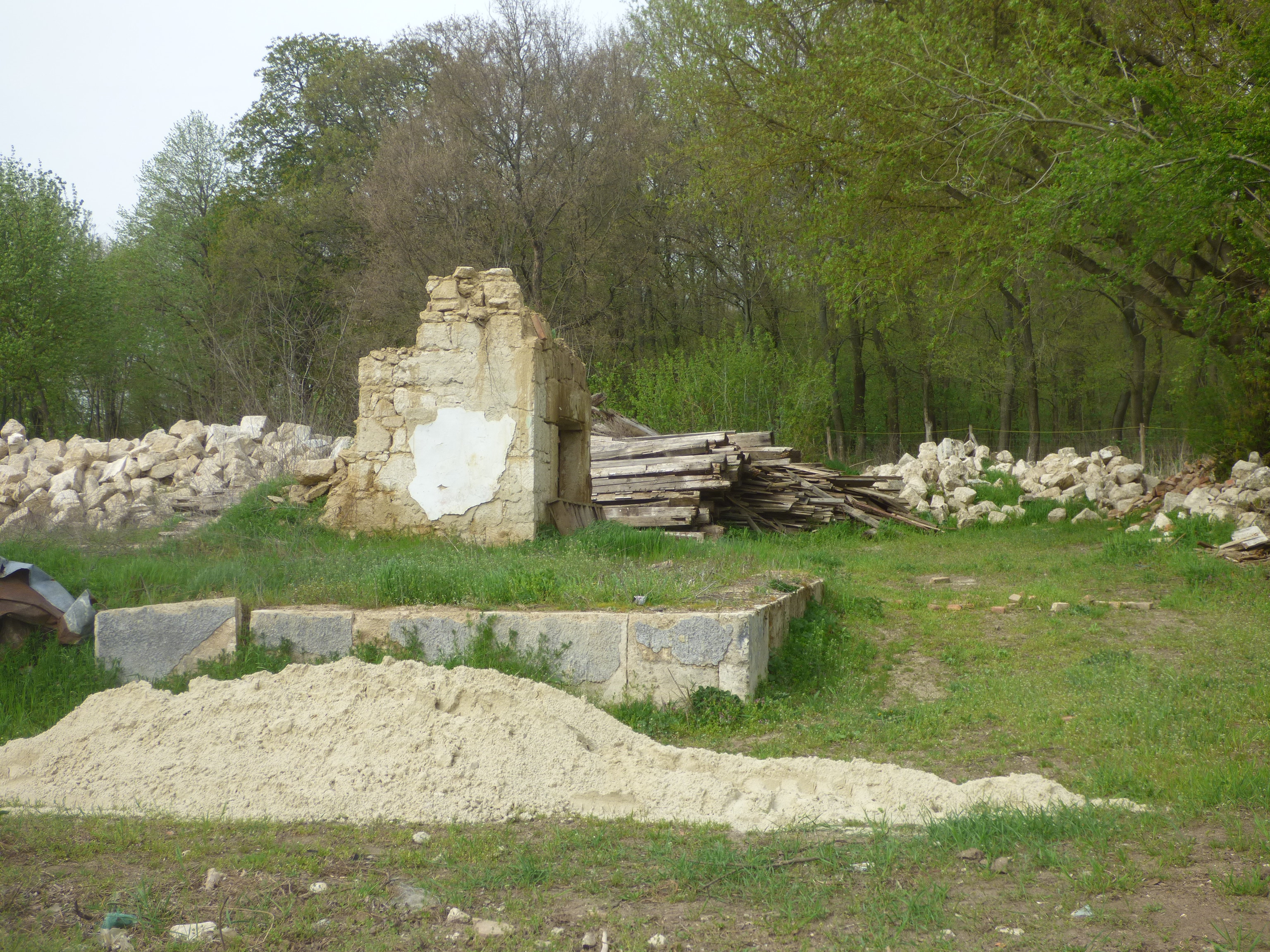
Ennyi maradt az egykori Darányi-kastélyból
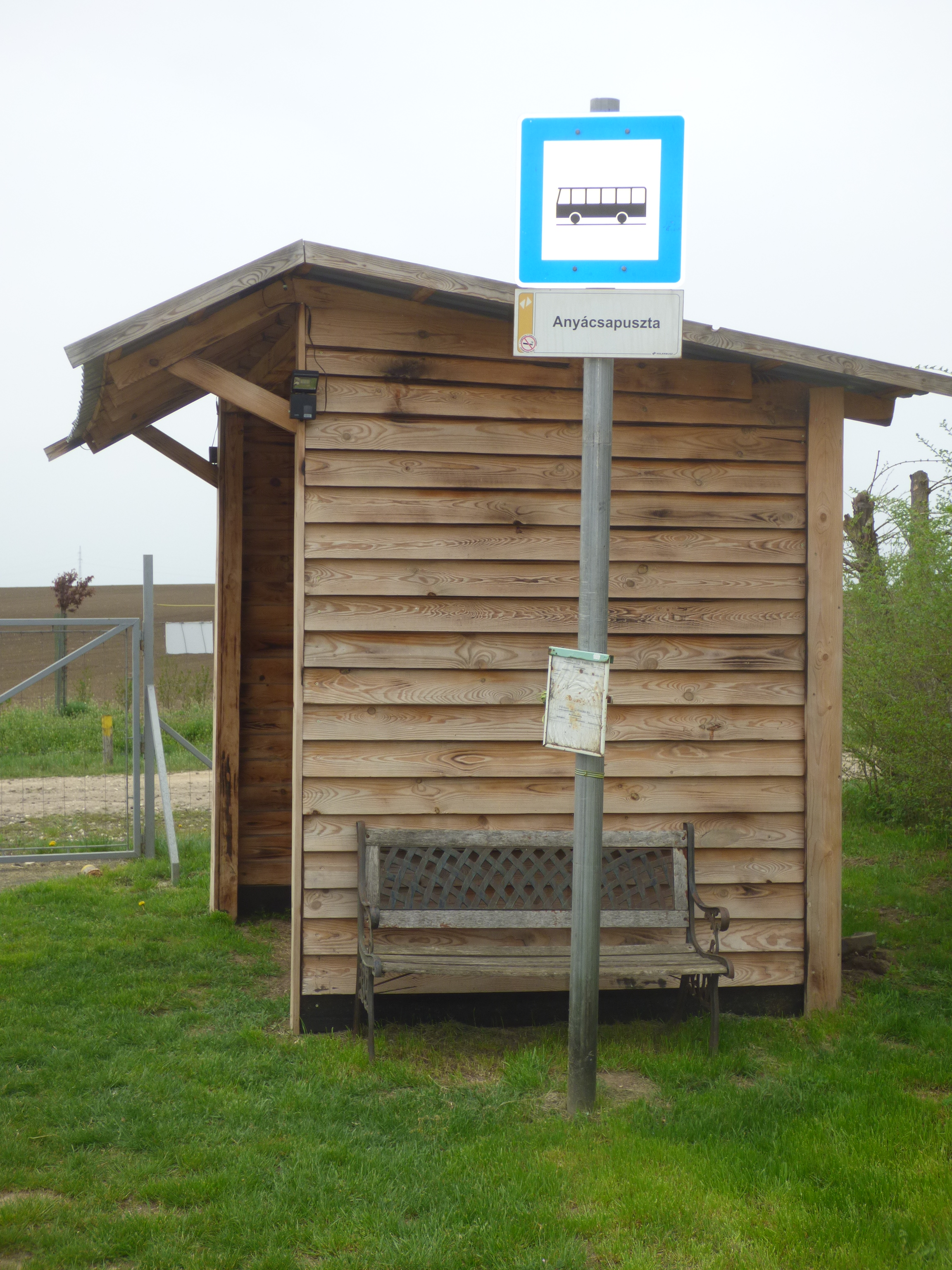
A buszmegálló még áll a lovasmajor területén, busz már évek óta nem jár
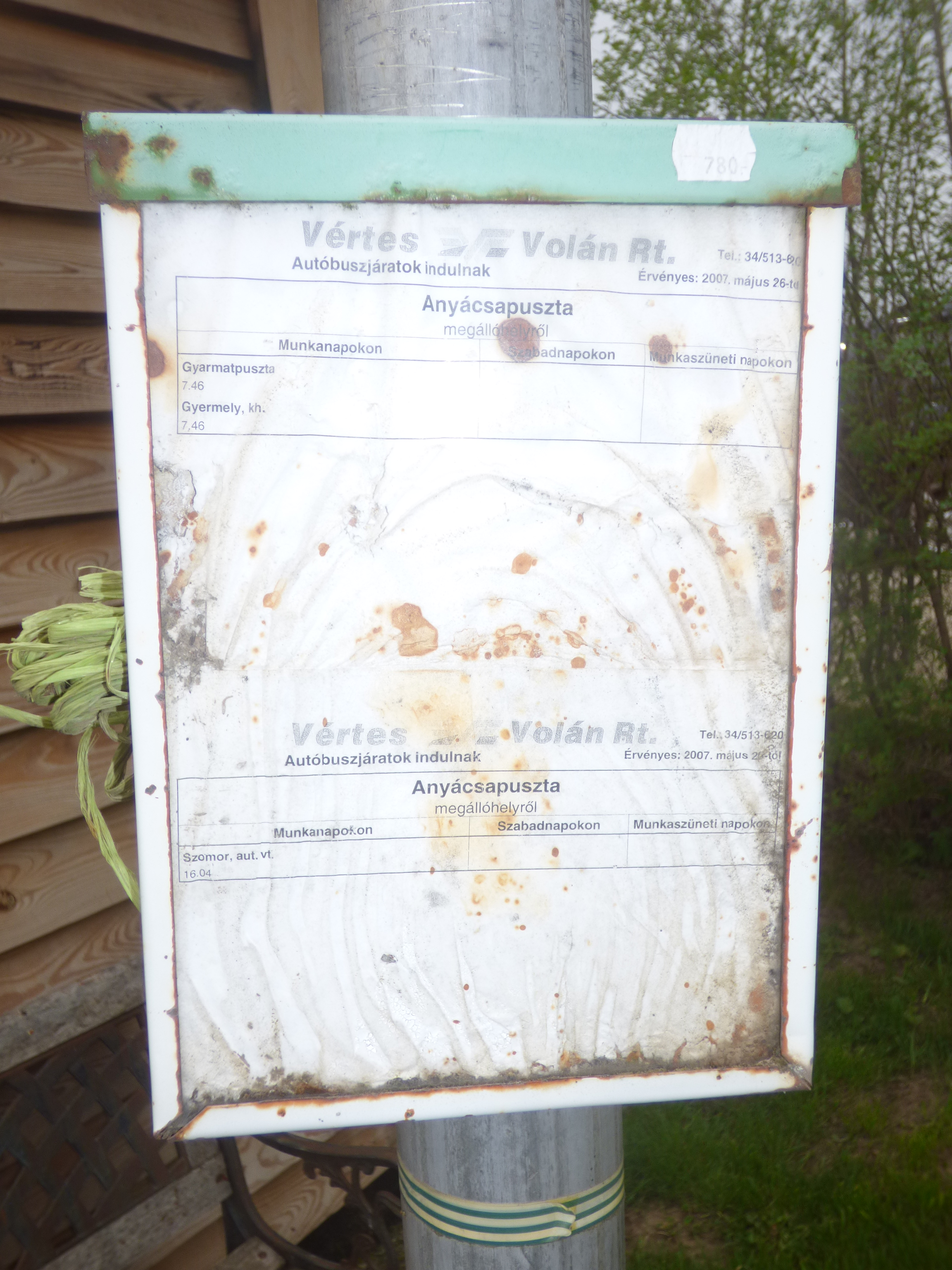
A Vértes Volán utolsó kifüggesztett menetrendje